# Monthly Sunday Gene-X
Monthly Sunday Gene-X (月刊サンデーGENE-X?, Gekkan Sandē Jenekkusu), spesso abbreviato in Sunday GX (サンデーGX?), è una rivista giapponese di manga per un pubblico seinen pubblicata da Shogakukan.
Le serie pubblicate sono raccolte in tankōbon con l'etichetta Sunday GX Comics.

## Storia
Il titolo della rivista, Monthly Sunday Gene-X, si riferisce alla generazione X. La prima pubblicazione fu il 19 luglio 2000, pubblicato a seguire ogni 19 del mese, sebbene non sempre di domenica. La rivista infatti usa il nome Sunday più come marchio che come nome vero e proprio, in quanto già usato per altre riviste come il Weekly Shōnen Sunday ed il Weekly Young Sunday.

## Serie nelSunday GX
- Black Lagoon di Rei Hiroe
- Blade of the Phantom Master
- CODE-EX
- Destruction Princess
- Girls Saurus DX
- Imōto sae ireba ii. @comic
- Kobato. delle CLAMP (interrotto)
- Kusuriya no hitorigoto: Maomao no kōkyū nazotoki techō
- Manga Bomber di Kazuhiko Shimamoto
- Mel Kano
- Neko no Ou
- Poor Sisters' Story di Izumi Kazuto
- RahXephon
- Re:Creators
- Rec
- Rubbers Seven
- Shin Hoeru Pen di Kazuhiko Shimamoto
- Trafficker
- Wilderness di Akihiro Ito